# Ritratto di una donna nera
Il Ritratto di una donna nera (Portrait d'une femme noire), originariamente noto con il titolo Ritratto di una negra (Portrait d'une négresse) e dal 2019 noto anche come Ritratto di Madeleine (Portrait de Madeleine), è il più celebre dei dipinti realizzati dalla pittrice francese Marie-Guillemine Benoist. Questo olio su tela del 1800 rappresenta una giovane donna nera, forse la modella guadalupana Madeleine.  Acquisito nel 1818, il ritratto è conservato a Parigi, al museo del Louvre.

## Storia
Il quadro venne esposto al Salone del 1800 con il titolo Ritratto di una negra (Portrait d'une négresse). La pittrice venne citata con il suo cognome da nubile (Laville-Leroux) e venne specificato che era un'allieva di David. Il dipinto entrò nelle collezioni dello stato francese nel 1818.
Nel 2019, in occasione della mostra Le Modèle noir, de Géricault à Matisse al museo d'Orsay, che presentava la biografia della modella, l'opera venne reintitolata Ritratto di Madeleine (Portrait de Madeleine). Nella primavera del 2021, l'opera venne esposta alla mostra Peintres femmes 1780-1830. Naissance d’un combat al museo del Lussemburgo.

## Descrizione

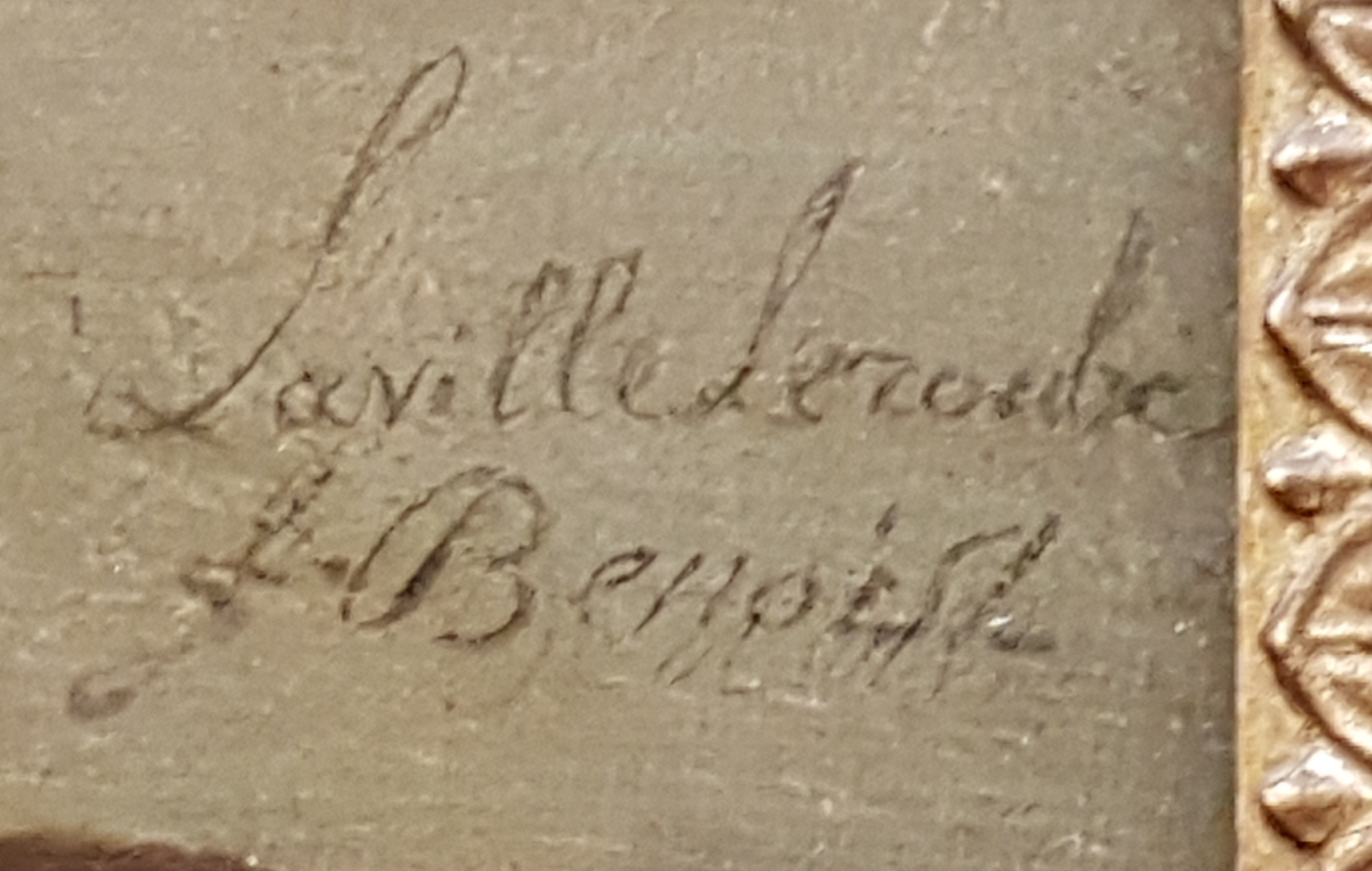
La firma dell'artista sul quadro.

Marie-Guillemine Benoist realizzò il ritratto di una servitrice nera che per molto tempo rimase anonima, "spogliata di ogni pittoresco esotico malgrado il ricordo di un anello all'orecchio". La giovane, seduta su una poltrona a medaglione coperta da un ricco tessuto blu, è immobile su un fondo vuoto e ha le braccia posate sul ventre e su una coscia. Ella indossa un vestito cinto da un nastro rosso, un tignon bianco in testa e il suo profilo è leggermente voltato verso lo spettatore. La spalla e il seno destri scoperti, così come la posizione arcuata del braccio sinistro, evocano la fertilità nutritiva ma anche le amazzoni.

## Analisi
Dipingere la pelle nera era un esercizio raro e poco insegnato in quanto era giudicato ingrato. Quando il dipinto venne realizzato, nel 1800, l'abolizione della schiavitù, decretata il 4 febbraio 1794 dalla convenzione, era allora recente ed era applicata solo parzialmente, a causa della guerra o dell'opposizione dei coloni, che tentavano di ottenere la sua restaurazione e la ripresa della tratta degli schiavi.
Secondo Luce-Marie Albigès, il ritratto di questa donna nera "si presenta in una situazione non conforme alla sua condizione di domestica, che probabilmente era la stessa di una schiava prima del 1794. Con lo sguardo girato direttamente verso lo spettatore, seduta su una poltrona a medaglione drappeggiata con una stoffa ricca, ella occupa il posto tradizionale di una donna bianca". Per Albigès, "l'opera potrebbe avere due obiettivi apparentemente contraddittori: presentare questa donna nera come un oggetto posseduto, un bene acquisito tra gli oggetti di lusso, ma anche, al di là della differenza razziale, farla riconoscere come un essere dotato di sensibilità." L'artista è quindi una pioniera nella cura con la quale rappresenta una donna nera. L'artista percepisce l'importanza del sesso, del colore della pelle e della classe sociale al momento dell'ingresso della Francia nella modernità.
Nel 2020, nella rivista Connaissance des arts, il giornalista Guillaume Morel affermò che "qui l'approccio al soggetto non è di ordine tipologico, l'artista non dipinge nemmeno una scena esotica, ma un vero ritratto, di una bellezza enigmatica".

## Fonti d'ispirazione

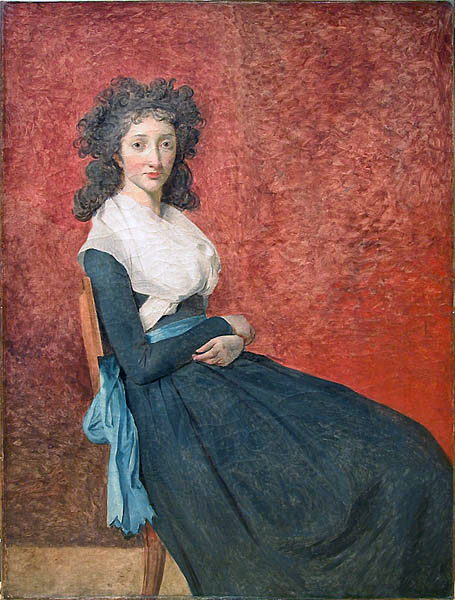
Jacques-Louis David, Ritratto di Madame Trudaine, 1791-1792

Nella voce dedicata all'artista nel suo Dictionnaire Amoureux du Louvre, Pierre Rosenberg descrive il quadro come una "Fornarina nera", alludendo al ritratto della Fornarina di Raffaello. Caratteristica dello stile neoclassico, nella composizione l'opera è conforme alla tradizione del ritratto mondano del diciottesimo secolo, e riprende la posa, l'orientamento del volto e il trattamento dello sfondo pennellato, privo di ogni elemento decorativo, del Ritratto di Madame Trudaine dipinto nel 1791 da David.

## Titolo
Il libretto del Salone del 1800 presenta il quadro con il titolo Ritratto di una negra. Con il titolo e il soggetto, l'opera di Marie-Guillemine Benoist fa riferimento a un precedente notevole, il ritratto di Jean-Baptiste Belley dipinto da Girodet. Questo quadro aveva colpito i contemporanei in quanto era il primo ritratto di un nero esposto pubblicamente. Quando venne esposto al Salone del 1798, si intitolava Ritratto di un negro. All'epoca il termine "negro" era di uso comune per designare le persone con la pelle nera, tuttavia la Società degli amici dei Neri si opponeva al suo uso perché si riferiva alla tratta negriera, pertanto Girodet cambiò nome al suo dipinto ne Il cittadino Belley, ex-rappresentante delle colonie.
A differenza del dipinto di Girodet, il cambio del titolo originale del dipinto di Marie-Guillemine Benoist in Ritratto di una donna nera non si deve all'artista, ma è legato alla mostra Portrait publics, portraits privés svoltasi al Grand Palais nel 2007. Per Marianne Levy, autrice di una biografia sull'artista, il Louvre si prese delle libertà modificando il titolo dell'opera per motivi consensuali.
In occasione della mostra Le Modèle noir, de Géricault à Matisse del 2019, il dipinto venne reintitolato Ritratto di Madeleine, menzionando comunque i titoli precedenti. Il nome di Madeleine era uno dei tredici ad essere valorizzati nell'installazione luminosa dell'artista statunitense Glenn Ligon accanto ad altri modelli neri, come Laure, la servitrice dell'Olympia di Édouard Manet. Nella sua opera Une Africaine au Louvre, pubblicata nel 2019, la storica dell'arte Anne Lafont diede per la prima volta una biografia alla modella che stabilisse la sua identità e la presentasse come una schiava liberata originaria della Guadalupa, assunta come domestica presso il cognato di Marie-Guillemine Benoist.

## Nella cultura di massa
- Nel febbraio del 2020, La Poste rilasciò un francobollo che rappresenta il ritratto.[18]
- Il quadro e la sua modella sono citati nel romanzo La Porte du Voyage sans retour di David Diop, pubblicato nel 2021.[19]
- Il dipinto ha anche ispirato una scena di un episodio della serie televisiva statunitense Bridgerton.[20]